# Streptokokken

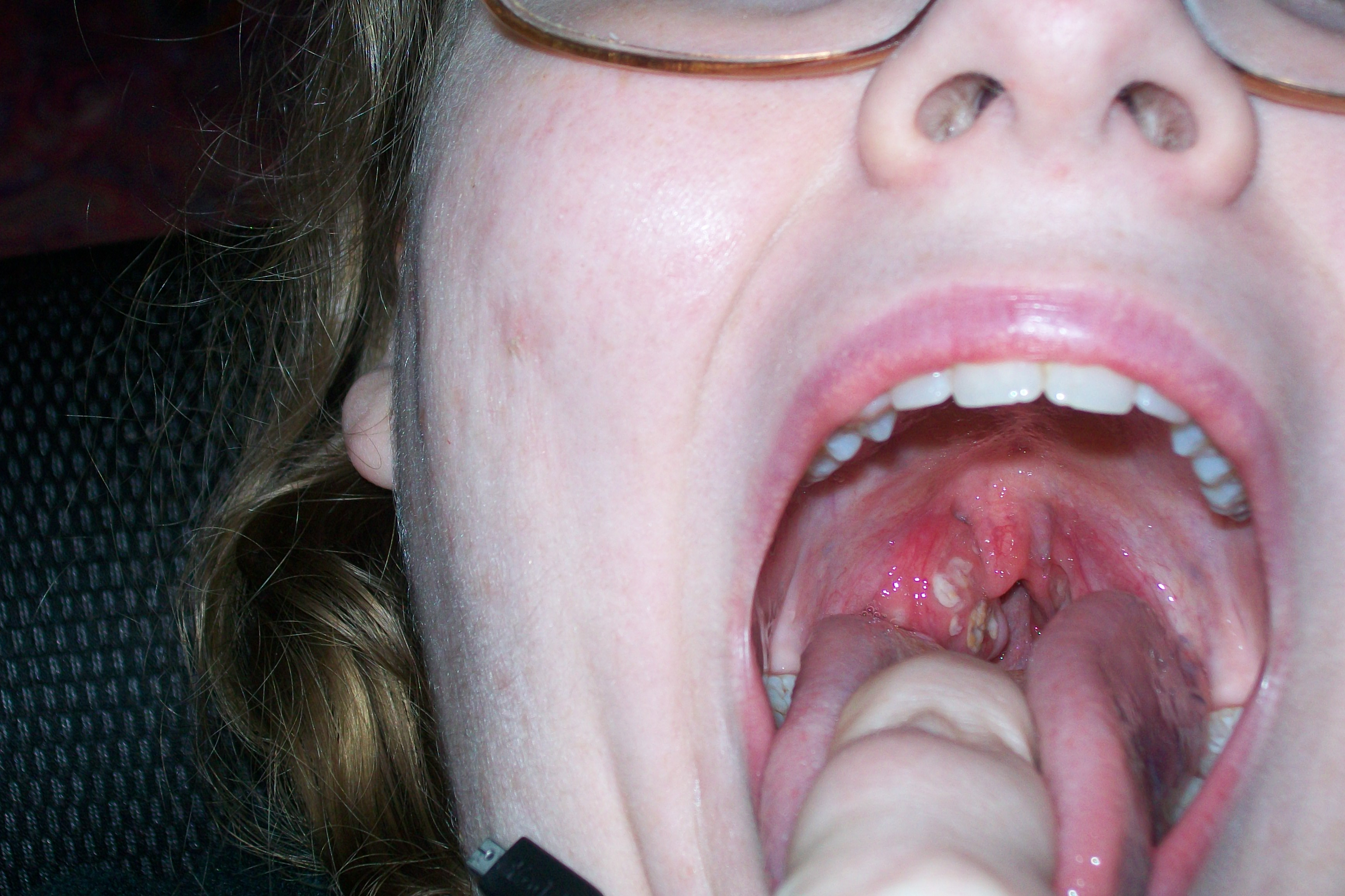
Ontstoken keelamandelen door Groep G-streptokokken

De streptokokken (Streptococcus) zijn een geslacht van bacterie van grampositieve, facultatief anaerobe kokken. De voortplanting vindt plaats door celdeling langs een enkele as bij dit bacteriegeslacht. Hierdoor groeien zij in een kettingvorm of als paren, vandaar de naam die afgeleid is van het Griekse streptos wat gedraaid of gemakkelijk buigbaar betekent (zoals een ketting).
Onder de streptokokken zijn er voor mens en dier zowel nuttige als ziekmakende bacteriën. Ze komen vooral voor in de neus-keelholte en op de huid, waar zich een eventuele infectie manifesteert.
De voor de mens kwaadaardigste streptokok is de Streptococcus pyogenes. In de wandelgangen heeft men het over een "vleesetende bacterie" die werkzaam is bij wondroos, waarbij ze ons lichaam door een nagenoeg onzichtbaar wondje tussen tenen of vingers, dat te weinig aandacht heeft gekregen en niet ontsmet is, is binnengedrongen. Eenmaal binnen deelt ze zich om de twintig minuten. De kolonie vernietigt lymfevaten.
Andere streptokokkeninfecties verlopen onschuldiger.

## Soorten
Een aantal soorten die binnen dit geslacht vallen zijn:
- Streptococcus agalactiae (Groep-B-streptokok)
- Streptococcus anginosus (Groep-F-streptokok)
- Streptococcus equisimilis (Groep-C-streptokok)
- Streptococcus gordonii
- Streptococcus mitis
- Streptococcus mutans
- Streptococcus oralis
- Streptococcus pneumoniae
- Streptococcus pyogenes (Groep-A-streptokok)
- Streptococcus sanguis
- Streptococcus salivarius (viridans groep-Or6-salivarius)
- Streptococcus sobrinus
- Streptococcus suis (Groep-R-streptokok)
- Streptococcus thermophilus (viridans groep-Or6-salivarius)
- Streptococcus vestibularis (viridans groep-Or6-salivarius)

Enteroccus faecalis werd ingedeeld bij Streptococcus en werd ook wel gezien als groep-D-streptokok.